# Kajsa af Petersens
Kajsa af Petersens, född Nilsson 1941, död 2016, var en svensk textilkonstnär. 
af Petersens finns bland annat representerad på Nationalmuseum, Röhsska museet och Designarkivet. Hon arbetade även med offentlig konst, och verk av henne finns på Södersjukhuset, Sundsvalls sjukhus och Akallaskolan. Utöver sitt konstnärskap har hon bland annat gjort kommersiella produkter, som tryckta tyger och mattor för Ikea och tapeter för Duro. Hon har även gett ut böcker, däribland Märkboken med Maria Silfverhielm.
Hon är sonhustru till fotografen Lennart af Petersens.